# Ousmane Viera
Ousmane Viera (Daloa, 21 de dezembro de 1986), é um futebolista Marfinense que atua como zagueiro. Atualmente, joga pelo Çaykur Rizespor.

## Carreira
Viera representou a Seleção Marfinense de Futebol, nas Olimpíadas de 2008. 

## Títulos

### CFR Cluj
- Cupa României: 2008–

### Costa do Marfim
- Campeonato Africano das Nações: 2015